# IHH
IHH es una ONG islámica originaría de Turquía, fue fundada en 1995 con la intención de llevar ayuda humanitaria a la población musulmana de Bosnia durante la campaña homónima en el marco de las Guerras Yugoslavas. Actualmente brinda servicio de ayuda en todos los países de mayoría musulmana y/o árabe.

## Historia
La Fundación con sede en Estambul para los Derechos Humanos y las Libertades y la Ayuda Humanitaria (IHH) es una ONG islámica de caridad y se creó originalmente para proporcionar ayuda a la población Bosnia musulmana a mediados de la década de 1990 . Ha participado en misiones de ayuda en el Pakistán, Etiopía, Líbano, Indonesia, Irak, Palestina, Sudán, Ghana, Mongolia, China, Brasil, Argentina y otros lugares.
La organización está presente en Turquía, Oriente Medio, Europa, América del Sur, Asia central, Asia meridional y el Cáucaso.  IHH ha mantenido el estatus consultivo especial como ONG (organización no gubernamental) en la Comisión Económica de las Naciones Unidas y Consejo Económico y Social desde 2004. IHH es el organizador del Proyecto África de cataratas, que tiene como objetivo luchar contra la ceguera en África.

## Actividades Humanitarias
El IHH ofrece ayudas sociales, ayudas a la cultura musulmana, de apoyo educativo, asistencia sanitaria, los programas de ayuda de emergencia en 120 países.  Se ofrece cuidado de la salud y pozos de agua en África y dirige el Proyecto África de cataratas, que se inició en 2007, en diez países africanos . IHH ha hecho posible que miles de personas que sufren de cataratas, pero que no tienen los medios económicos para tratar de ver de nuevo. IHH construido pozos de agua en África 1174.  IHH envió dos aviones de carga a Haití con 33 toneladas de suministros de ayuda humanitaria después del terremoto de Haití en 2010.
En diciembre de 2007, Zaman de hoy, escribió que "las diversas organizaciones de la sociedad civil como Kimse Yok Mu? (Is Anybody There?), Deniz Feneri (Faro), la Fundación para los Derechos Humanos y las Libertades y la Ayuda Humanitaria (IHH) y Can Suyu miles asistida de los donantes caritativos para llegar a los pobres residentes de las regiones kurda del este y sudeste de Turquía ".
En 2006 el instituto danés, Dansk Institut for Internationale Studier, publicó un informe titulado "The Role of Islamic Charities in International Terrorist Recruitment and Financing". En este informe se concluyó que varias organizaciones islamistas de caridad, incluyéndole al IHH, además de hacer caridad, ”son muñecos de pretextos para apoyar a Al Qaeda" 
En 1997 fueron detenidos varios líderes de estas organizaciones islamistas, por la policía turca, después de haber sido sospechados de amenazar el estado secular turco, y por preparaciones para participar en la guerra de Afghanistán apoyando a los talibanes, y además en  Bosnia y Chechenia.
Según una investigación francesa dirigido a investigar el IHH, la policía turca inició una investigación de la IHH ya en el 1997, y fue revelado que los líderes de la organización había comprado armas automáticos de otras organizaciones islamistas en la región. Las evidencias turcas eran suficientes para que las autoridades franceses pudieran concluir que”los miembros detenidos perteneciendo al IHH está preparándose para participar en guerras en Afghanistán, Bosnia y Chechenia"
IHH es un miembro de la organización "Union of Good" (Itelaf al-Khair”). Israel prohibió la Unión of Good en febrero de 2002, y los EE. UU. también lo hizo en noviembre de 2008. Según el Departamento de Finanzas de los Estados Unidos, la Unión of Good fue creada por la juna directiva de Hamás para "facilitar las transacciones económicas a Hamás." Las informaciones que llevaron a la prohibición de la organización por los EE. UU. También notó que IHH " facilita transacciones con valores hasta décimas de millones de dólares a organizaciones controladas por Hamás." También actúa como intermediador para Hamás, a través de facilitar transacciones entre Hamás y una red de organizaciones que supuestamente se dedican a caridad."
Según la Administración Americana, la razón principal por designar la Unión of Good como organización terrorista fue "que pretende enforzar a las posiciones políticas y militares de Hamás en Cisjordania y en Gaza a través de (i): re-diriger regalos dados para caridad a miembros de Hamás, y (ii) enviar caridad obtenida por otros en nombre de Hamás a las zonas mencionadas.”
Alemania ha prohibido la organización IHH ya que también considera que tienen fuertes lazos con Hamás. Las proposiciones de este tipo están por ser presentadas por Italia en las cameras de la Unión Europea. Serán válidas para España también si la Unión Europea decide a favor de las proposiciones. Peritos de terrorismo en Suecia están de acuerdo con estas conclusiones.

## Participación en el convoy a Gaza
Insani Yardim Vakfi (IHH) es el grupo más importante apoyando al Free Gaza Movement y su participación ha hecho posible la compra de grandes navíos. El dinero que posee el IHH y con gran probabilidad desde organizaciones islamistas en Arabia Saudita.
La respuesta de la junta directiva de IHH en los Ángeles Times fue que su organización no gubernamental está presente en más de 100 países e indicaron que no hay prueba alguna de que tuvieran relación con Al Qaeda o sus afiliados, así como que su relación con Bosnia o Chechenia se constituía de comida, ropa y medicinas. «Aquellos que la acusan de terrorismo son las mismas personas que matan a gente inocente, dijo Ali Cihangir, a miembro directivo de IHH, refiriéndose al ataque Israelí sobre el Mavi Marmara que dejó nueve activistas Turcos muertos.”Hay razones políticas por las que esos países dicen eso».